# Merionoeda nigricollis
Merionoeda nigricollis là một loài bọ cánh cứng trong họ Cerambycidae.